# Skellefteå Allmänna Idrottsklubb
Lo Skellefteå Allmänna Idrottsklubb, noto come Skellefteå AIK, è un club di hockey su ghiaccio con sede a Skellefteå, in Svezia. La sua sezione più importante è quella relativa all'hockey su ghiaccio.
La Skellefteå Kraft Arena è l'impianto che ospita abitualmente gli incontri interni del club di hockey, struttura inaugurata nel 1967 e riaperta nel 2008 dopo alcuni lavori di ammordernamento.

## Storia
La polisportiva è stata fondata nel 1921, tuttavia il primo campionato ufficiale a cui partecipò la sezione di hockey su ghiaccio fu la Skellefteserien 1943-1944, torneo locale che non fu completato a causa delle sfavorevoli condizioni meteorologiche, poiché al tempo le partite erano disputate outdoor.
L'esordio nel massimo campionato svedese è datato 1955-1956, mentre due anni più tardi la squadra sfiorò il titolo nazionale, arrivando un punto dietro al Djurgården nel girone finale. I gialloneri giocarono in Division 1 (che all'epoca rappresentava il campionato nazionale più alto) fino al 1967, poi alcune retrocessioni seguite da immediate risalite, fintanto che nel 1974-1975 non ci fu il ritorno alle semifinali scudetto.
Il primo storico titolo nazionale fu vinto nel 1978, quando dopo il secondo posto in regular season, lo Skellefteå AIK seppe sbarazzarsi del Modo in semifinale e dell'AIK di Stoccolma in finale. Nel 1981 la squadra arrivò al primo posto in regular season, ma uscì in finale contro i futuri campioni del Färjestads BK.
Nel 1985 la sezione hockeista si staccò dalla polisportiva, formando un club a sé stante.
Il campionato 1989-1990 terminò con la discesa in Hockeyallsvenskan, seconda serie nazionale, categoria in cui Skellefteå AIK rimase fino al torneo 2005-2006. Nel 2008-2009 ci fu il ritorno alle semifinali nazionali, traguardo raggiunto anche l'anno seguente, mentre nel 2010-2011 e nel 2011-2012 il club arrivò alle finali scudetto poi perse in entrambe le occasioni.